# Tschocha

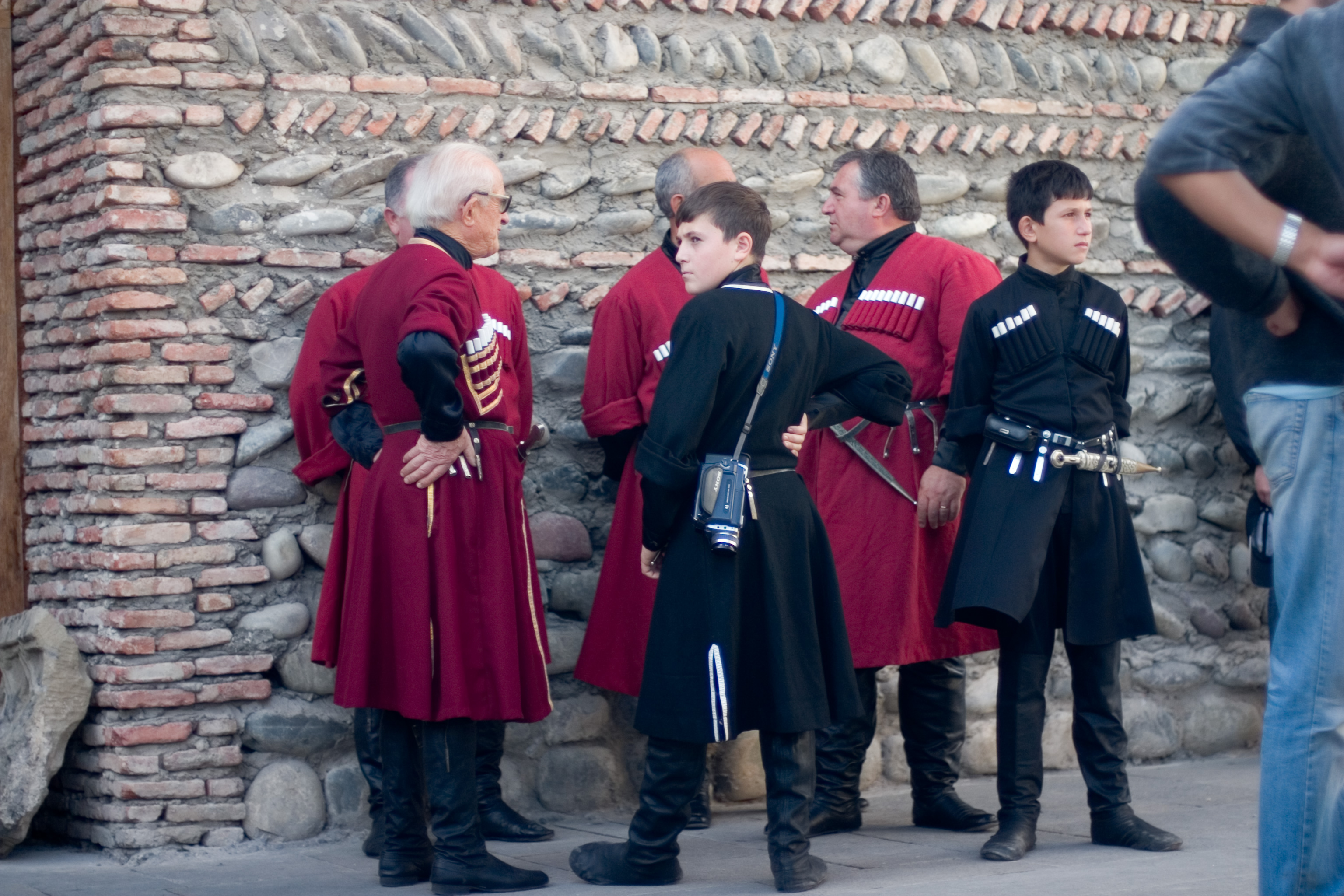
Georgier in kaukasischer Tschocha

Die Tschocha (georgisch ჩოხა) ist die männliche Tracht Georgiens. Es handelt sich um einen knielangen wollenen Mantel. Das im 9. Jahrhundert entwickelte Kleidungsstück fand seit dem 17. Jahrhundert im gesamten Kaukasus Verbreitung.

## Kleiderordnung
Der Schnitt des Mantels ist eng in der Hüfte, unterhalb der Gürtellinie dagegen weiter. Er wird über den Hüften meist von einem Ledergürtel mit silberner Schnalle zusammengehalten und ist seitlich geschlitzt. Unter der Tschocha wird ein hochgeschlossenes, geknöpftes Hemd (Achaluchi) getragen. Dazu gehören Stiefelhosen (Scharwali), die in Lederstiefel gesteckt werden. Der Kopf wird mit einem hohen Hut aus Schafsfell bedeckt, dem sogenannten Papachi.

## Geschichte

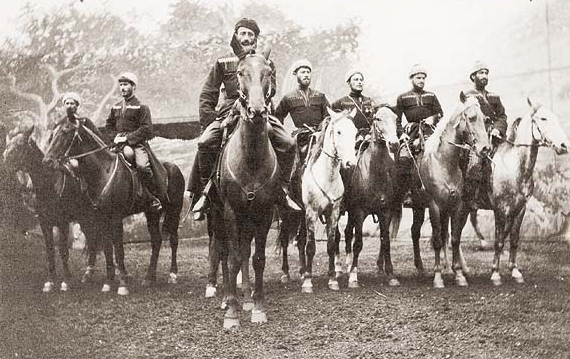
Georgische Reiter in Buffalo Bill’s Wild West Show

Die Tschocha wurde in Georgien vom 9. Jahrhundert bis in die 1920er Jahre getragen. Seit der zweiten Hälfte des 19. Jahrhunderts wurde der Mantel zunehmend mit europäischer Kleidung kombiniert. Zu Beginn des 20. Jahrhunderts wurde er nur noch von älteren Leuten zu zeremoniellen Anlässen getragen. Seit Beginn der 1930er Jahre war er völlig aus der Mode gekommen. In den Streitkräften Georgiens findet er heute wieder als Uniform zu besonderen Anlässen Verwendung.
Von 1892 bis 1896 machten die Russischen Kosaken in Buffalo Bill’s Wild West Show die Tschocha weltweit berühmt. Tatsächlich war es eine Gruppe georgischer Reiter aus der Provinz Gurien, die in Großbritannien und den USA in der Tracht ihres Landes auftraten. Der Chef der Reiter trug meist einen weißen Mantel, die anderen einen schwarzen.

## Tschocha-Modelle
Im späten 19. und frühen 20. Jahrhundert wurden drei verschiedene Tschocha-Modelle unterschieden: die chewsurische, die kartlien-kachetische und die kaukasische Tschocha.

### Chewsurische Tschocha
Sie wurde in den georgischen Provinz Chewsurien im Großen Kaukasus getragen. Sie kommt der mittelalterlichen Tschocha am nächsten. Sie war meist kurz geschnitten und hatte einen trapezförmigen Umriss. Vorderseite und Ärmel der Tschocha waren mit Kreuzen und geometrischen Formen großflächig bestickt, hatten an den Seiten Schlitze, die die Hüften weiter erscheinen ließen.

### Kartlien-kachetische Tschocha
Sie war länger als die chewsurische Tschocha. An der Brust hatte sie einen V-Ausschnitt, der das darunter getragene Kleidungsstück, die Achaluchi, sehen ließ. Im unteren Bereich hatte sie Seitenschlitze und wurde oft ohne Gürtel getragen. Sie wurde in den Farben schwarz, dunkelrot und blau hergestellt.

### Kaukasische Tschocha
Sie entsprach weitgehend der kartlien-kachetischen Tschocha. Allerdings war die Brust mit dekorativen Patronentaschen besetzt. Sie wurde in den Farben schwarz, grau, weiß, blau, rot und braun produziert. Die kaukasische Tschocha trug im russischen Kaukasus den Namen Tscherkeska, wurde dort mit einem schwarzen, silberbesetzten Gürtel getragen.